# ساموئل مکبه
ساموئل مکبه (انگلیسی: Samuel Mockbee؛ ۲۳ دسامبر ۱۹۴۴ – ۳۰ دسامبر ۲۰۰۱) یک معمار اهل ایالات متحده آمریکا بود که برنده مدال طلای ای‌آی‌ای شد.